# Verzetsprijs voor letterkundigen
De Verzetsprijs voor letterkundigen werd in 1945 uitgereikt aan letterkundigen die zich bijzonder verdienstelijk hadden gemaakt tijdens de bezettingsperiode.
De prijzen werden beschikbaar gesteld door het departement van Onderwijs en Wetenschappen.

## Gelauwerden
- 1945 - Jan Engelman voor verspreide gedichten
- 1945 - Yge Foppema voor Spijkerschrift mei 1940 - mei 1945
- 1945 - Jan H. de Groot voor verspreide gedichten
- 1945 - K.H. Heeroma voor Vuur en wind
- 1945 - H.M. van Randwijk voor Celdroom en andere gedichten
- 1945 - Adriaan Roland Holst voor Helena's inkeer
- 1945 - Fedde Schurer voor zijn gedichten in het Fries en in het Nederlands
- 1945 - Koos Schuur voor Novemberland en andere gedichten
- 1945 - Theun de Vries voor WA man en andere werken